# Heterochelus turneri
Heterochelus turneri är en skalbaggsart som beskrevs av Kulzer 1960. Heterochelus turneri ingår i släktet Heterochelus och familjen Melolonthidae. Inga underarter finns listade i Catalogue of Life.